# Gabriel Miró
Gabriel Miró (ur. 28 lipca 1879 w Alicante, zm. 27 maja 1930 w Madrycie) – pisarz hiszpański. Krytycy uważają, że literacka dojrzałość tego autora rozpoczyna się z powieścią Las cerezas del cementerio (Cmentarne czereśnie) z 1910, która opowiada o losach niezwykle wrażliwego młodego mężczyzny – Feliksa Valdivii, nieszczęśliwie zakochanego w starszej od siebie kobiecie – Beatriz. W atmosferze zmysłowości i lirycznej intymności autor porusza takie tematy jak erotyzm, choroba i śmierć.

## Dzieła
- La mujer de Ojeda, 1901
- Hilván de escenas, 1903
- Del vivir, 1904
- La novela de un amigo, Alicante, 1908
- Nómada, 1908
- La palma rota, 1909
- El hijo santo, 1909
- Amores de Antón Hernando
- Las cerezas del cementerio, 1910
- La señora, los suyos y los otros, 1912
- Del huerto provinciano, Barcelona, 1912 (opowiadania)
- El abuelo del rey, Barcelona, 1915
- Dentro del cercado, Barcelona, 1916
- Figuras de la Pasión del Señor, 1916-1917
- Libro de Sigüenza, 1917
- El humo dormido, Madryt, 1919
- El ángel, el molino y el caracol del faro, Madryt, 1921
- Nuestro padre San Daniel, Madryt, 1921
- Niño y grande, Madryt, 1922
- El obispo leproso, Madryt, 1926
- Años y leguas, Madryt, 1928